# Neurofysica
De neurofysica of neurobiofysica is de tak van de biofysica die zich bezighoudt met de ontwikkeling en het gebruik van natuurkundige methoden om informatie over het zenuwstelsel te verkrijgen. Neurofysica is een interdisciplinaire wetenschap die de natuurkunde gebruikt en met de neurowetenschap combineert om neurale processen beter te begrijpen. Er wordt in het vakgebied op de universiteit in België en Nederland college in gegeven. De gebruikte methoden omvatten de technieken van experimentele biofysica en andere fysieke metingen zoals EEG, meestal om elektrische of mechanische eigenschappen of de manier waarop vloeistof stroomt te bestuderen. Daarbij worden ook theoretische en computationele benaderingen gebruikt. ‘Neurofysica’ is een samentrekking van ‘neuron’, voor zenuwcel, en ‘fysica’, voor natuurkunde.
Het bestuderen van actiepotentialen in neuronen met behulp van de Kramers-Moyal-expansie en de beschrijving van fysieke verschijnselen gemeten tijdens een EEG maken onder meer gebruik van neurofysica om neurale activiteit beter te begrijpen. Een andere aparte theoretische benadering beschouwt neuronen als de energie als gevolg van enige interactie, beschreven in het Ising-model, en onderzoekt de natuurkundige gevolgen hiervan voor verschillende Cayley-boomtopologieën en grote neurale netwerken.

## Opnametechnieken
Oude technieken om hersenactiviteit vast te leggen met behulp van fysieke verschijnselen zijn binnen wetenschappelijk onderzoek en geneeskunde al wijdverspreid. Elektro-encefalografie maakt gebruik van elektrofysiologie om de elektrische activiteit in de hersenen te meten. Deze techniek, waarmee Hans Berger in 1924 voor het eerst de elektrische activiteit van de hersenen bij een mens registreerde, is niet-invasief en maakt gebruik van elektroden die op de hoofdhuid van de patiënt worden geplaatst, om de hersenactiviteit te registreren. Gebaseerd op hetzelfde principe vereist elektrocorticografie een craniotomie om de elektrische activiteit rechtstreeks op de hersenschors te registreren.
Natuurkundigen hebben in de afgelopen decennia technologieën en apparaten bedacht om de hersenen en hun activiteit in beeld te brengen. De functionele MRI, in 1990 door Seiji Ogawa uitgevonden, brengt veranderingen in de bloedstroom in de hersenen in beeld. Gebaseerd op de magnetic resonance imaging, ook een beeldvormingstechniek, en op het verband tussen de neurale activiteit en de cerebrale bloedstroom, stelt dit instrument wetenschappers in staat hersenactiviteiten te bestuderen wanneer deze worden geactiveerd door een geregelde stimulatie. Een andere techniek, de Two Photons Microscopy, afgekort als 2P, gebruikt fluorescerende eiwitten en kleurstoffen om hersencellen in beeld te brengen. Deze techniek combineert de twee-fotonenabsorptie, voor het eerst in 1931 door Maria Goeppert-Mayer theoretisch uitgewerkt, met laserlicht. Deze techniek wordt tegenwoordig veel in onderzoek gebruikt. Dit gebeurt vaak in combinatie met genetische technologie om het gedrag van een specifiek type zenuwcel te bestuderen.